# Frans Van Immerseel
Franciscus Theresia Van Immerseel (Borsbeek, 28 juni 1909 – Wilrijk, 5 februari 1978) was een Belgisch kunstschilder, glazenier, graficus, houtsnijder, illustrator, boekbandontwerper, cartoonist, auteur en ontwerper van optochten en praalstoeten.
Hij stelde meer dan 220 maal tentoon.

## Levensloop

### Jeugd
Zijn ouders, Joannes Leopoldus Maria Van Immerseel (1866-1943) en Maria Truyts (1883-1961), hadden een winkel in Antwerpen, waar hij regelmatig de klanten vereeuwigde in zijn tekeningen. Reeds op jeugdige leeftijd tekende en schilderde hij als leerling van Alfred Ost. Deze ontdekte het talent bij Van Immerseel en zond hem naar de Koninklijke Akademie voor Schone Kunsten. Hij leerde ook het werk van Frans Masereel kennen en werd zijn vriend. Verdere leermeesters waren: Gustave Van de Woestyne en Frans Mortelmans voor schilderkunst, Jules De Bruycker voor het etsen, Alfred van Neste voor klederdracht en Herman Teirlinck voor letterkunde.

### Debuut als schilder en portrettist (1927-1928)
Hij debuteerde als non-figuratief schilder. Hij werkte ook als tekenaar en kreeg bekendheid als de auteur van lithografieën en houtsneden van Vlaamsche Koppen, portretten van onder meer Stijn Streuvels, August Borms, Jan Oscar De Gruyter, Wies Moens, Cyriel Verschaeve en Jef Van Hoof. Hij maakte ook houtsneden met taferelen uit theaterstukken van het Vlaamse Volkstoneel.

### Reclame, tekenen en houtsnede (1928-1944)
Daarna legde hij zich toe op reclame, tekenen en houtsnede. In 1932 kwam hij in vaste dienst als tekenaar in de drukkerij van de norbertijnenabdij van Averbode.
In 1935 illustreerde hij De Olewagen Sage (uitgave Davidsfonds) van de Duitser Hans Grimm met 5 houtsneden. In 1937 startte hij met de stripreeks De Lotgevallen van Janssens in Ons Kinderland. Tot het uitbreken van de Tweede Wereldoorlog verscheen deze strip in verschillende Vlaamse, Nederlandse, Franse en Duitse magazines.
Van 1930 tot 1939 publiceerde hij regelmatig karikaturen in Gazet van Antwerpen, Naar den Vrede (ACW-uitgave), De Waarheid, De Haardvriend, Elckerlyc, De Morgen, De Ster, De Schelde, De Standaard, Burgerstrijd en bladen van de Goede Pers. Eind de jaren dertig waren vele van deze spotprenten politiek getint.
Hij werkte ook vaak als omslagtekenaar voor de Brugse uitgeverij Excelsior van Achiel Geerardyn.
Vanaf 1943 werden een rijke keuze van spreekwoorden verwerkt in houtsnijwerk, schilderijtjes en glasramen. Als glazenier verwierf hij stilaan grote bekendheid.

### Collaboratie
In de jaren dertig sloot Van Immerseel zich aan bij het Verdinaso en bleef tegelijk werken voor het VNV. Einde 1940 stapte hij, samen met andere Dinaso's over naar de Algemeene SS Vlaanderen. In de zomer 1941 was hij een van de eerste leden van deze groepering die toetrad tot het Vlaams Legioen, met wie hij vertrok naar het opleidingscentrum in Debica. Hij trad vervolgens vooral op als Kriegsberichter of oorlogsverslaggever. In 1943 verdween hij uit het leger. Volgens de enen was hij er uitgezet als gevolg van een diefstal, voor anderen nam hij zelf ontslag vanwege de houding van de SS tegenover de christelijke godsdienst. Hijzelf verklaarde later dat hij anti-Duitsgezind (geworden) was en daarom gevangen werd gezet.
Na da Bevrijding wilde hij naar Spanje vluchten maar werd, na in Frankrijk te zijn ondergedoken, op 5 oktober 1945 in dit land opgepakt. Hij was ondertussen in België bij verstek ter dood veroordeeld. In mei 1947 werd dit omgezet tot levenslange hechtenis. In 1952 kwam hij vrij.

### Illustrator (1945-1952)
De gevangenis hinderde de werkkracht en productiviteit van Van Immerseel niet. In deze periode illustreerde hij meer dan 500 boeken. Hij werd sterk gesteund vanuit de collaboratiemilieus en vanuit katholieke uitgeverijen, niet in het minst De Goede Pers in Averbode.

### Glasramen
Na zijn vrijlating, bleef hij zijn activiteiten als tekenaar en illustrator, verder doorzetten en breidde zijn activiteit als ontwerper van glasramen verder uit. Zijn thema's hierbij waren onderwerpen uit de Vlaamse volkskunde en geschiedenis, zoals Pallieter, Reinaert de Vos, Tijl Uilenspiegel, het Ros Beiaard, Lange Wapper. Hij leverde ook portretten van bekende Vlamingen die in glasramen werden gereproduceerd. Deze werkjes, van kleine omvang, waren in de woningen van veel Vlaamsgezinden aanwezig.
Niet alleen de kwaliteit maar ook de kwantiteit van zijn brandramen maakten van hem een van de populairste Vlaamse kunstenaars. Lambert Swerts schrijft in dit verband: Hij is het immers die het kunstglasraam zo populair wist te maken, dat het neerdaalde uit de kathedraalvensters naar de huiskamer. Hij heeft de kunst van glas en vuur in Vlaanderen niet gevulgariseerd maar gepopulariseerd. Ook de Duitse kunstcriticus Georg Hermanowski oordeelde dat Van Immerseels' werk ein Wendepunkt in der flämischen Glasmalerei was.

### Stoetenbouwer
Bij het brede publiek werd Van Immerseel het meest bekend als stoetenbouwer. In 1955 besliste het stadsbestuur van Ieper om een vernieuwde Kattenstoet te organiseren. Frans Van Immerseel maakte opmerkelijke ontwerpen voor de nieuwe wagens, ontwierp de kostuums, de maskers, de vlaggen, het programmaboekje, de zelfklever, de sluitzegel en de affiche. Ook de daarop volgende jaren deed Ieper beroep op hem om de affiche en/of het programmaboekje te ontwerpen.
In 1960 kwam er een uitwisseling  tussen de Berestoet van Zwevegem en de Ieperse Kattenstoet. Minneke Poes, ereburgeres van Zwevegem, stapte op 8 mei mee in de stoet. Een paar maanden later verloofden beide reuzenkatten zich in de Zwevegemse Berestoet. Ontwerper van Minneke Poes was Frans Van Immerseel. In 1971 werd ze geschonken aan Ieper.
Verder was hij actief als ontwerper van de Geitenstoet in Wilrijk en de Brooikensstoet in Reet.

### Erkenning
De oorlogse en naoorlogse periode waren al lang vergeten toen hij in 1976 uit handen van de minister van Cultuur Rika De Backer de erepenning ven de Nederlandse Cultuur ontving.

### Overlijden
Van Immerseel overleed in 1978 en werd begraven op het kerkhof Steytelinck in Wilrijk. Op zijn grafsteen werd een berkenkruis geplaatst, met het opschrift Kunstenaar voor zijn volk.

## Werk
Van Immerseel wordt herinnerd als:

### Ontwerper en bouwer en/of ontwerper van affiches
- de Kattenstoet van Ieper
- het festival van de Vlaamse Folklore van Assenede
- de Berestoet van Zwevegem
- de Ros Beiaardstoet van Dendermonde
- de Sint-Niklaasstoet van Sint-Niklaas
- de Vuurstoet van Wetteren
- de Brooikensstoet van Reet
- de Geraardstoet van Geraardsbergen
- de Karnavalstoet van Genk
- de Breugelstoet van Beringen
- de Pallieterstoet van Lier
- de Geitestoet van Wilrijk

### Ontwerper en uitvoerder
- de 5 dansende Duffelse reuzen.
- Reuzin Minneken Poes, Ieper.

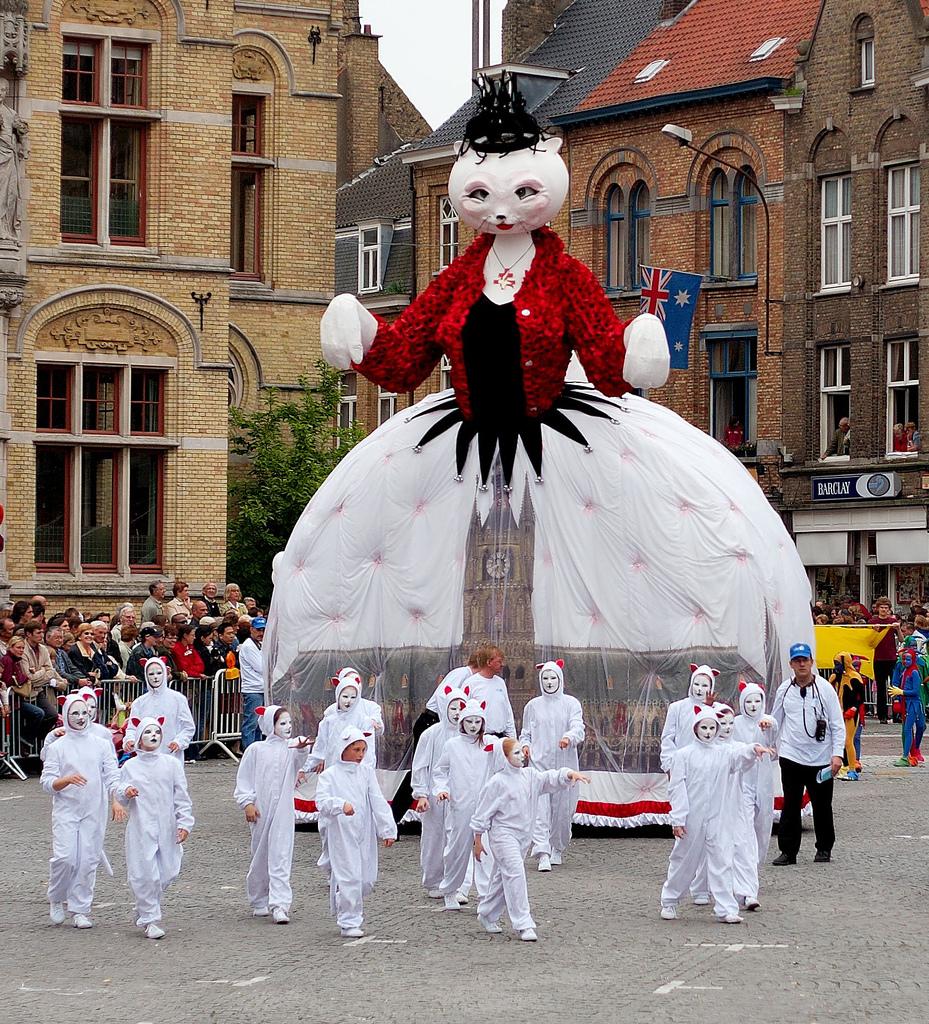
Reuzin Minneken Poes, tijdens de kattenstoet, Ieper.

- de bronzen uurautomaten 'Manten en Kalle' op de Halletoren in Kortrijk.
- ontwerper van de kostuums uit de Peter Benoitfilm. Hij verzorgde tevens de regie voor de massatonelen van de Guldensporenslag, tekende verschillende decors en speelde zelf mee.

### Schepper van glasramen
in de stadhuizen van:
- Aalter,
- Assenede,
- Beringen,
- Borgerhout,
- Deurne,
- Geldrop (Nederland),
- Merksem,
- Roeselare,
- Willebroek,
- Wilrijk,

alsook ramen voor:
- de dierentuin van Antwerpen;
- de firma Rombouts (Antwerpen);
- Rittersaal Burghof;
- Muzeum Soest (Duitsland);
- de kerk van Mobinda (Zaïre);
- Voor het proefstation der astronauten in de gebouwen van de Litton Industries in Californië;
- het ontwerp De Astronaut;
- De Nar van Ieper ontworpen voor koning Boudewijn.

### Auteur
- Vlaamse Koppen I (1929)
- Vlaamse Koppen II ( 1930)
- De Olewagen Sage (1936)
- De kring der Seizoenen (1950)
- Paastijdgebakken (1959)
- Manten en Kalle
- de Jacquemarts
- de uurautomaten (1963)
- De Garnalenvissers te paard (1973)